# Újszövetség

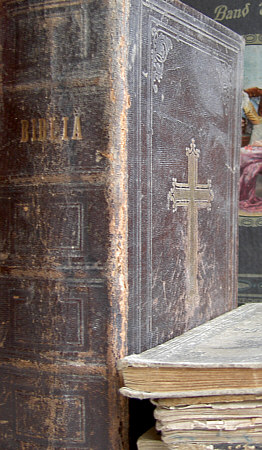
Szent Biblia a "Könyvek Könyve", "Scriptura Sacra", "Isten Igéje"

Az Újszövetség vagy Újtestamentum a keresztény bibliai kánon második része. Jézus tanításait, életét és személyét, valamint az első századi kereszténység eseményeit tárgyalja. Az Újszövetség hátterét, a keresztény Biblia első részét Ószövetségnek (Héber Biblia) hívják, ezt a két részt együtt a keresztények Szentírásnak tekintik. Az Újszövetséget zömmel az 1. század második felében, továbbá a 2. század elején írták.

## Az Újszövetség elnevezése
A keresztény Biblia két részének elnevezésére a szövetség és a testamentum szavak egyaránt használatosak. A magyar Újszövetség a görög Ἡ Καινὴ Διαθήκη (Hé Kainé Diathéké) ill. a latin Novum Testamentum fordítása. Az Újtestamentum (vagy régiesen Új Testamentom) elnevezés a latin alakot őrzi. 

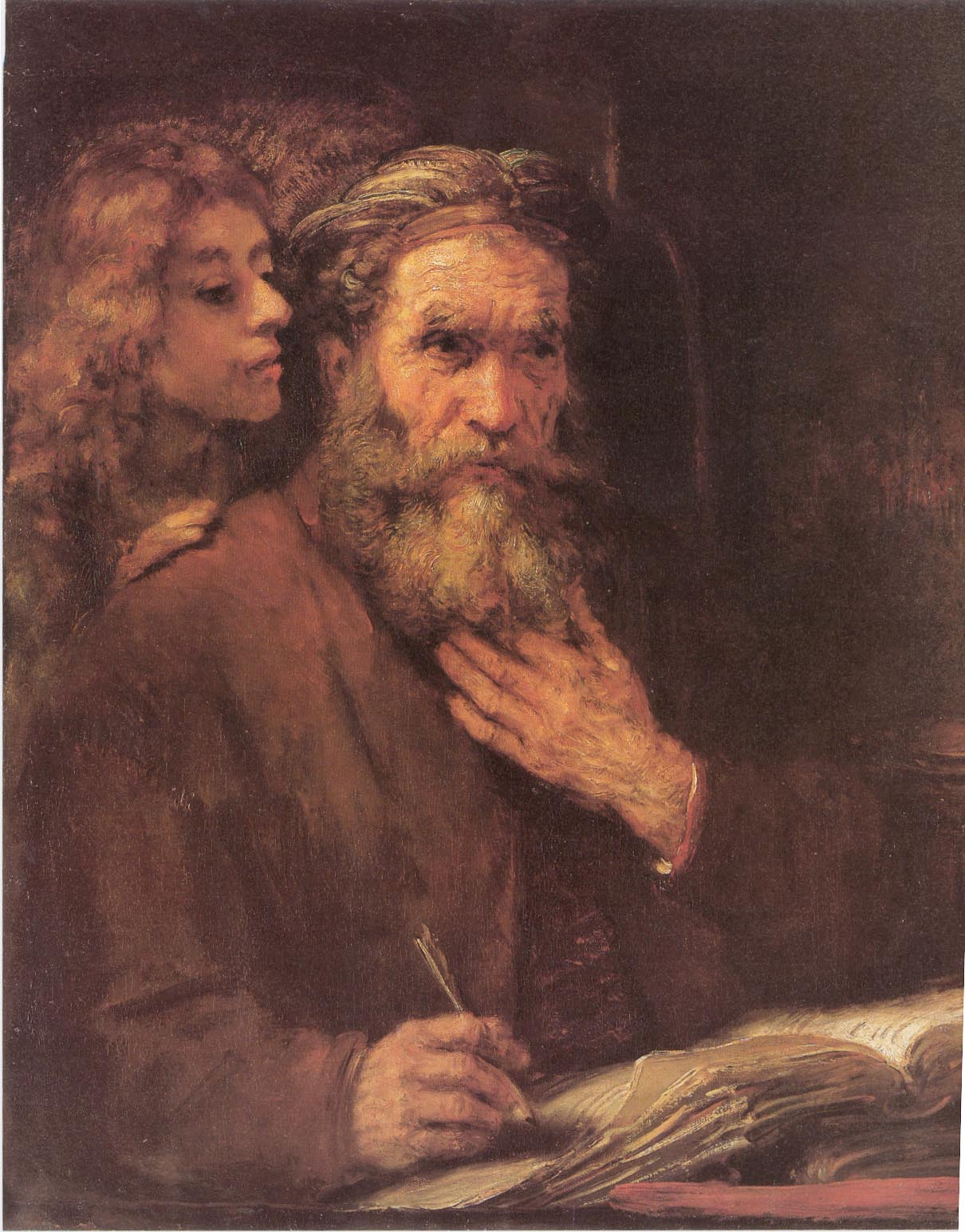
Rembrandt: Máté evangélista és az angyal

- Az Újszövetség név bibliai magyarázata

A Héber Biblia több szövetséget is említ Istennel, amelyek közül a legfontosabbat Mózes népével kötötte Isten az Egyiptomból való kivonuláson és a Tízparancsolaton keresztül. Isten kőtáblákra írta fel a törvényeket, amelyeket a zsidó népnek be kellett tartani. Ha nem tartották be, bűneik miatt egy helyettesítő áldozatot kellett bemutatniuk az Istennek felajánlott újszülött bárány vérével. Az új szövetség elnevezés erre a régebbi szövetségre utal vissza, amely régebbi szövetséget ószövetségnek neveznek.
Ezen újabb szövetség meghirdetése Jeremiás próféta látomására nyúlik vissza, amikor így szól: 
„Ímé, eljőnek a napok, azt mondja az Úr: és új szövetséget kötök az Izráel házával és a Júda házával. Nem ama szövetség szerint, a melyet az ő atyáikkal kötöttem az napon, a melyen kézen fogtam őket, hogy kihozzam őket Égyiptom földéből, de a kik megrontották az én szövetségemet, noha én férjök maradtam, azt mondja az Úr.” (…)
(Ószövetség, Jeremiás könyve, 31:31-32; fordította Károlyi Gáspár)
Az új szövetségről maga Jézus Krisztus is beszélt, amikor az utolsó vacsorán az ünnepi bor elfogyasztása előtt így szólt a tanítványaihoz: E pohár az új szövetség, az én vérem által, amely tiérettetek ontatik ki. (Lukács 22,20).
Pál apostol azt tanítja A zsidókhoz írt levélben, hogy Názáreti Jézus új szövetséget kötött Isten és az emberiség között. E szövetség lényege, hogy Jézus Krisztus, a Messiás kereszthalálával megváltotta az emberiséget az eredendő bűntől, ezért aki hisz benne és követi az Ő tanításait, annak megadatik az örök élet. Ez az új szövetség ellentmond annak, amit Mózes közvetítésével kötött Isten a kivonulás idején (lásd: a zsidókhoz írt levél 8. és 9. fejezet). A korai keresztények úgy tartották, hogy a Jézus után írt könyvek megerősítették ezt az új szövetséget, ezért nevezték el azokat az új szövetség könyveinek vagy egyszerűen Újszövetségnek, a korábbi könyveket pedig Ószövetségnek.
- Az újtestamentum szó

A latin nyelvű bibliafordításokban a görög Diathéké („szövetség”) kifejezés visszaadására a kissé eltérő konnotációjú testamentum szót használták, amely hétköznapi jelentése „végrendelet”. Lényegében azonban mind a görög, mind a latin szó a héber ברית (berith, brisz) "szövetség" szót kívánják visszaadni, bár a latin kifejezés ugyanakkor keresztény szemszögből át is értelmezi azt. A 2. században élt Tertullianus volt az első, aki a Biblia két részére a vetus testamentum (régi testamentum) és novum testamentum (új testamentum) szavakat használta, például Marcion ellen című munkája 3. könyvében.

## Az Újszövetség keletkezése
Jézus semmit sem írt. A történetkritikai bibliakutatás álláspontja szerint az egyes iratokat később a kor szükségletei szerint feltehetőleg átírták, kihagytak vagy betoldottak részeket. Születtek olyan iratok, amelyek nem őrződtek meg, másokat megőriztek, azonban se nem az evangélisták, se nem az apostolok írták.

### A könyvek szövege
A Jézus és az apostolainak életéről szóló történetek évtizedekig szájhagyomány útján terjedtek. Amikor az 1. század második felétől, végétől leírták, a rendelkezésre álló bizonyítékok alapján tudjuk, hogy az Újszövetség későbbi könyveinek másolása során a közkézen forgó iratok sok változáson mentek keresztül, figyelmetlenségből egyes szavakat kihagytak, néha akár egész mondatokat, vagy épp megismételték azokat, változott a fogalmazásmód, egyes szavakat megváltoztattak, a bizonyítható „pontatlanságokat” kijavították és így tovább. A fennmaradt újszövetségi szövegek egyik szembetűnő jellegzetessége, hogy az iratok legkorábbi másolatai sokkal jobban különböznek egymástól, mint a későbbi középkoriak, amelyek már szigorúbb ellenőrzés alatt készültek.
A kéziratokban a bizonyos fajta változtatásokat, például az összehangolást, egy szónak egy másikra cserélését stb., egyre következetesebben hajtották végre, olyannyira, hogy a másolatok hasonló változtatásokat tartalmaztak.
A 2. század közepétől már elegendő kézirat létezett ahhoz, hogy a másolók egy adott bibliai szakasz különböző példányainak összehasonlítása után el tudják dönteni, hogy a szöveg melyik formáját másolják le.
A mai szövegkritikusok egyetértenek abban, hogy a másolatok hasonlósága alapján háromféle szövegtípus alakult ki: 
- alexandriai (wd)
- nyugati (wd)
- bizánci (wd)

Ennek ellenére sok teológus azt állítja, hogy az egymástól kicsit eltérő szövegváltozatok nem befolyásolták az Újszövetség tanítását.

### Szerzőség
Az Újszövetség könyveinek feltételezett keletkezési ideje és szerzője. Eredeti kéziratban egyik könyv sem maradt fenn. Az utolsó oszlopban a legkorábbi másolattöredék eredetének dátumát jeleztük. 

| Könyv                       | Keletkezési idő és szerző a hagyomány alapján | Történetkritikai módszer és egyéb, széles körben elterjedt nézet alapján                           | Első ismert másolattöredék keletkezése |
| --------------------------- | --------------------------------------------- | -------------------------------------------------------------------------------------------------- | -------------------------------------- |
| Máté                        | 40-70 között Máté                             | 80–90 ismeretlen szerző                                                                            | 150-200 között                         |
| Márk                        | 40-70 között Márk                             | 70 körül , az elsőként keletkezett kanonikus evangélium névtelen szerző                            | 250 körül                              |
| Lukács                      | 61-63 között Lukács                           | 80–90 között, de bizonyítékok vannak arra, hogy még a 2. században is átdolgozták. névtelen szerző | 175–250 között                         |
| János                       | 90–110 között János                           | az 1. század vége vagy a 2. sz. eleje Nem János evangélista, hanem ismeretlen szerző               | 125–160 között                         |
| Apostolok Csel.             | 63-80 Lukács                                  | 80–120 között                                                                                      | 250 körül                              |
| Római levél                 | 55-58                                         | 57-58                                                                                              | 175-225 között                         |
| 1-2. Kor. levél             | 57-58                                         | 55-57                                                                                              | 175-225 között                         |
| Galata levél                | 55-58                                         | 55                                                                                                 | 175-225 között                         |
| Efézus levél                | kb. 62 Pál                                    | 80–100 között Pál nevét használó ismeretlen szerző (pszeudoepigráf)                                | 175-225 között                         |
| Filippi levél               | 61-64                                         | 54-55                                                                                              | 175-225 között                         |
| Kolossé levél               | 62 Pál                                        | 62 körül vagy 70 után Pál nevét használó ismeretlen szerző (pszeudoepigráf)                        | 175-225 között                         |
| 1. Thessz. levél            | 51-52                                         | 50-51 körül                                                                                        | 175-225 között                         |
| 2. Thessz. levél            | 52                                            | 51 körül vagy 70 után bizonytalan szerző                                                           | 300 körül                              |
| 1-2. Timótheushoz írt levél | 63, 66                                        | 100 körül Pál nevét használó pszeudoepigráf                                                        | 350 körül                              |
| Titusz levél                | kb. 65                                        | 100 örül Pál nevét használó pszeudoepigráf (hamis forrásmegjelölésű) levél                         | 200 körül                              |
| Filemon levél               | kb. 62                                        | 55-60 körül                                                                                        | 3. század                              |
| Zsidókhoz írt lev.          | kb. 63 Pál                                    | 70-90 a páli teológia hatása alatt álló ismeretlen szerző                                          | 2-3. század                            |
| Jakab levele                | 44-49 között Jakab                            | az 1. század végén ismeretlen szerzőjű hamisítvány (pszeudoepigráf)                                | 3. század                              |
| Péter 1. levele             | 66 körül Péter                                | 75-90 között, Nem Péter, hanem egy ismeretlen szerző                                               | 3-4. század                            |
| Péter 2. levele             | 67 körül Péter                                | 2. század eleje nem Péter, hanem egy ismeretlen szerző                                             | 3-4. század                            |
| János 1-3 levele            | 1. század végén János                         | 90-110 Egyik levelet sem János apostol írta.                                                       | 3. század                              |
| Júdás levele                | kb. 67-70 Júdás                               | bizonytalan keltezésű, nem Júdás, más valaki írta                                                  | 3-4. század                            |
| Jelenések                   | 95-96 János                                   | Leginkább 95 körül, Nem János, hanem a nevét használó ismeretlen személy.                          | 150-200 között                         |

## Ősi kéziratai
Az Újszövetség mai könyveinek eredeti kéziratai elvesztek. A legkorábbi fennmaradt újszövetségi kézirat, a 125 körül Egyiptomban készült ún. Rylands-papirusz János evangéliumának egy töredékét őrizte meg. A legkorábbi fennmaradt kódex pedig a 4. század első felében keletkezett ún. Sínai kódex.
Az Újszövetség legkorábbi kéziratai három formában maradtak ránk:
- görög kéziratok

A görög kéziratok különböznek egymástól az írás anyagában (papirusz, pergamen), és írás módjában (egyszerű kéziratok és majuszkulák).
- régi fordítások

Ősfordításoknak nevezik az újszövetség szír, latin és kopt nyelvű ókori fordításait. A szír és a latin 200 évvel régiebbek a koptnál. A szír fordítások közül a legismertebb a Peshitta. A latin fordítások közül a legismertebbek a Vetus Latina és a Vulgata (az előbbi javított változata). Két kopt fordítást ismerünk: az egyiket a 3. század közepéről és egy másikat néhány évszázaddal későbbről.
- az egyházatyák idézetei

Az első századok egyházatyái írásaikban, kommentáraikban több tízezer újszövetségi szöveget idéznek.
Az Újszövetség fennmaradt korai (4-9. század) kéziratainak jelenleg ismert száma 5686, valamint több mint 19000 korai fordítás létezik. Fontosabb kódexek: Codex Vaticanus (350 körül), Codex Sinaiticus (4. század eleje), Codex Alexandrinus (5. század), Efrém újraírt kódexe (5. század, teljes Bibliának készült), Béza kódex (5-6. század, görög-latin kétnyelvű kódex), Washingtoni Kódex (4. század vége, az evangéliumokat tartalmazza).

## Kanonizáció
Az első századokban rengeteg irat forgott közkézen, amelyek Jézus, a családja és az apostolainak életéről tudósítottak.
Azok az iratok, amit az evangélistáknak vagy az apostolok írásának tulajdonítottak, bekerültek a későbbi keresztény Szentírásba, mint amely írások kánoni tekintéllyel bírnak. 

## Az Újszövetség tartalma
Az Újszövetséget alkotó 27 könyvet és iratot, az úgynevezett kanonikus könyveket Athanasius, Alexandria püspöke állapította meg először 367-ben, 39-es ünnepi körlevelében a saját egyházmegyéje területére. A gyűjteményből kihagyott könyveket apokrif iratoknak nevezik.

### Evangéliumok
Az evangéliumok Jézus Krisztus földi munkásságát mutatják be. Tartalmazzák Jézus tanításait és jövendöléseit. Tudósítanak Jézus születéséről és haláláról, és bemutatják hogyan hívta el az apostolokat.
- 1. Máté evangéliuma
- 2. Márk evangéliuma
- 3. Lukács evangéliuma
- 4. János evangéliuma

### Történeti könyv
- 5. Az apostolok cselekedetei

Az apostolok hittérítő útjairól szólnak, miképpen hirdetik Jézus tanait, létrehozva egy új vallást. Beszámolnak arról is, miképpen jutott el az új vallás, a kereszténység a Római Birodalom szívébe, Rómába is. A könyv nagyobb része Pál apostol missziós útjairól szól, aki az evangéliumot elvitte a „pogányokhoz”.

### Apostoli levelek
- Pál levelei (a hagyomány alapján; fele nem Pál munkája [50])
  - 6. Pál levele a rómaiakhoz
  - 7. Pál első levele a korinthosziakhoz
  - 8. Pál második levele a korinthosziakhoz
  - 9. Pál levele a galatákhoz
  - 10. Pál levele az epheszosziakhoz
  - 11. Pál levele a filippieknek
  - 12. Pál levele a kolosszébeliekhez
  - 13. Pál első levele a thesszalonikaiakhoz
  - 14. Pál második levele a thesszalonikaiakhoz
  - 15. Pál első levele Timótheoszhoz
  - 16. Pál második levele Timótheoszhoz
  - 17. Pál levele Titushoz
  - 18. Pál levele Filemonhoz
- 19. A zsidókhoz írt levél
- Egyetemes levelek
  - 20. Jakab levele
  - 21. Péter első levele
  - 22. Péter második levele
  - 23. János első levele
  - 24. János második levele
  - 25. János harmadik levele
  - 26. Júdás levele

### Apokalipszis
- 27. A jelenések könyve

## Bibliográfia
- Archibald Robertson: A kereszténység eredete, Bp., Gondolat, 1972
- Vanyó László: Az ókeresztény egyház irodalma I., Jel kiadó 1997
- Benyik György: Az újszövetségi szentírás, Szeged, JATE Press, 1995

## Érdekességek
- A Káldi György-féle szentírásfordítás (nyelvében megújítva, javítva a Neovulgáta alapján) székely-magyar rováskiadása 2011 karácsonyára készült el.[51]